# Black Future
Black Future è il primo album in studio del gruppo musicale statunitense Vektor, pubblicato il 17 novembre 2009 dalla Heavy Artillery.

## Tracce
1. Black Future – 5:03
2. Oblivion – 4:54
3. Destroying the Cosmos – 6:47
4. Forests of Legend – 10:16
5. Hunger for Violence – 5:30
6. Deoxyribonucleic Acid – 4:45
7. Asteroid – 6:49
8. Dark Nebula – 10:28
9. Accelerating Universe – 13:31

## Formazione

### Vektor
- David DiSanto – chitarra, voce
- Erik Nelson – chitarra
- Frank Chin – basso
- Blake Anderson – batteria

### Produzione
- Byron Filson - registrazione, ingegneria, missaggio
- Kian Ahmad - cover artwork